# George Clifford III.

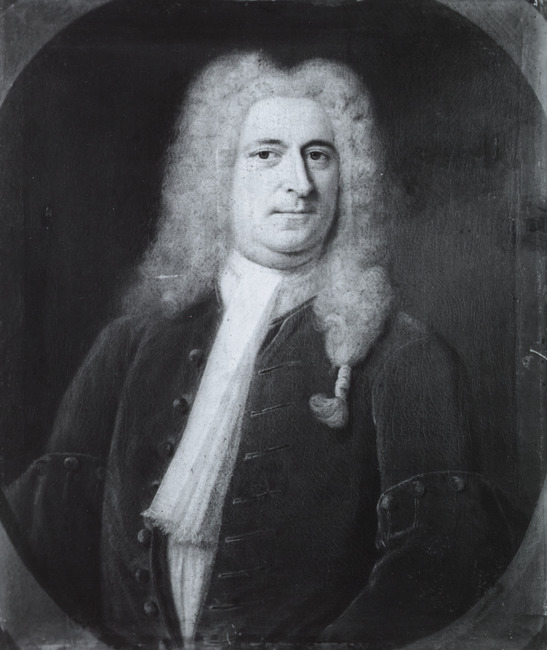
George Clifford 1728

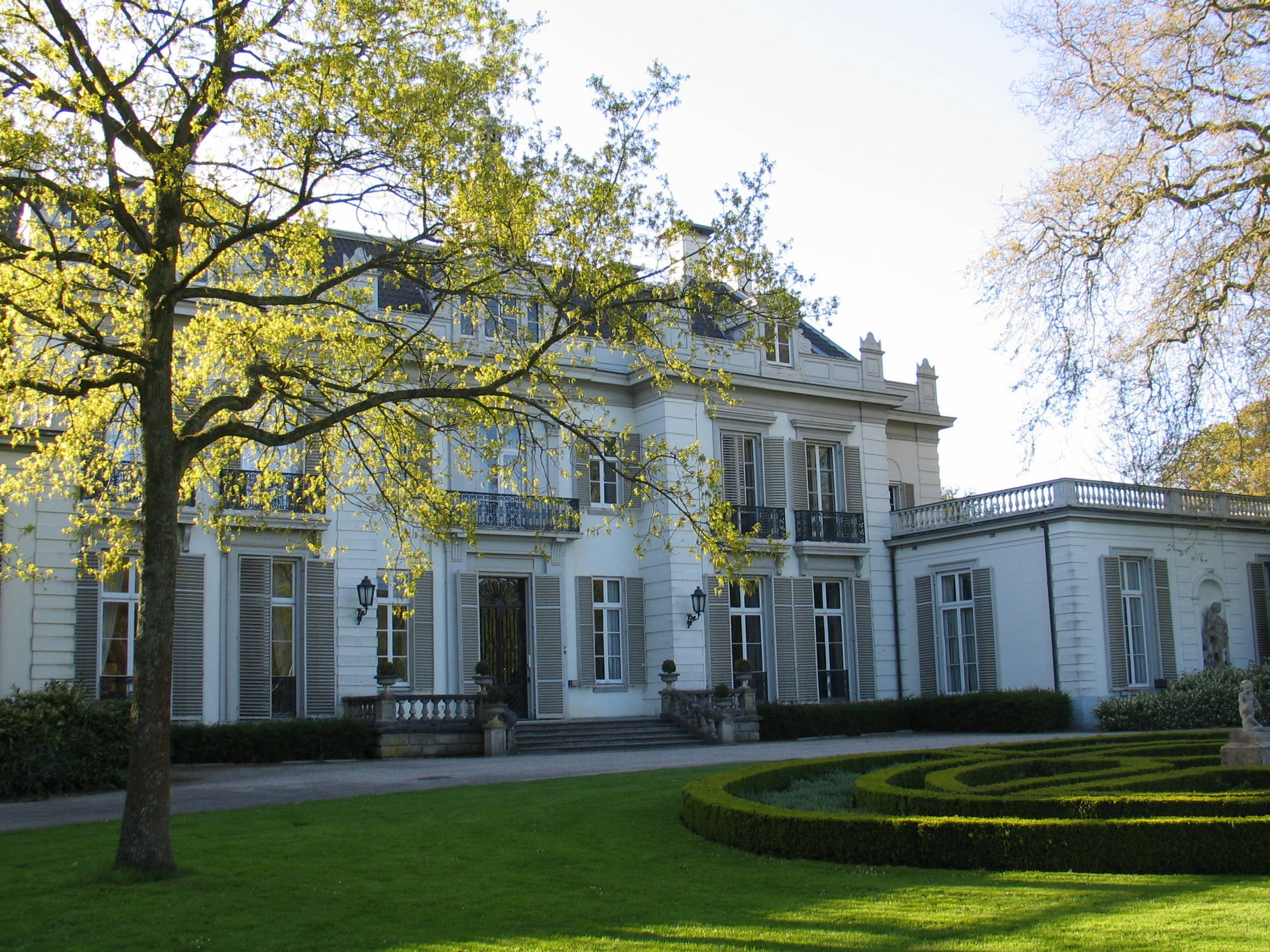
Hartekamp, Cliffords Wohnsitz

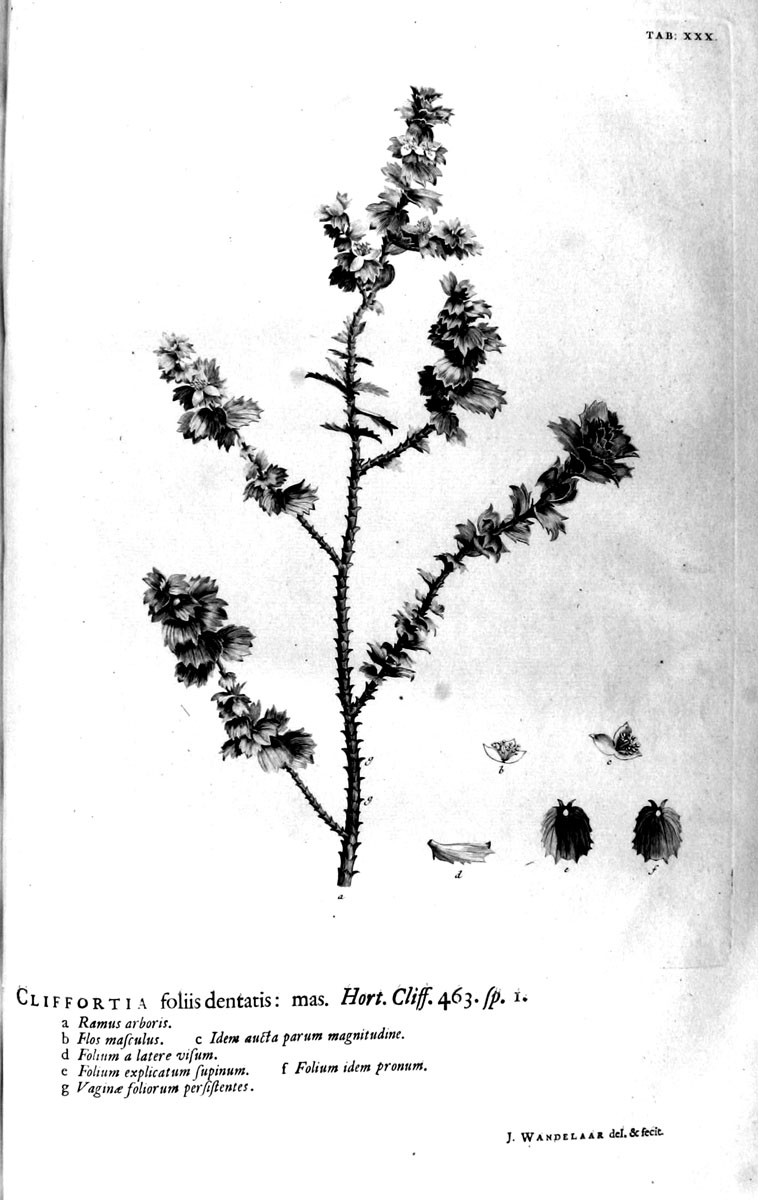
Cliffortia auf Tafel XXX. in Carl von Linné: Hortus Cliffortianus, 1. Auflage, 1737. Zeichnung und Stich von Jan Wandelaar

George Clifford III. (* 7. Januar 1685 in Amsterdam; † 10. April 1760) war ein niederländischer Jurist und Pflanzensammler. Sein offizielles botanisches Autorenkürzel lautet „G.Clifford“.

## Leben und Wirken
George Clifford entstammte dem englischen Geschlecht Clifford, das sich im 17. Jahrhundert in Amsterdam niederließ. George Clifford III. wurde als Sohn von George Clifford II. (1657–1727) und Anna Maria van Schuylenburch geboren. Er studierte Jura und wurde Doktor der Rechtswissenschaften. Er war mit Johanna Bouwens verheiratet und hatte sechs Kinder. Clifford war als Direktor der Niederländischen Ostindien-Kompanie sehr wohlhabend. Er war ein begeisterter Pflanzen- und Tierliebhaber. Sein umfangreicher privater Garten und sein Zoo auf seinem Sitz auf Hartekamp waren in ganz Holland bekannt.
Im Haus von Johannes Burman lernte er Carl von Linné kennen. Gemeinsam mit Burman besuchte Linné am 13. August 1735 Clifford in Hartekamp. Clifford war von Linné so beeindruckt, dass er diesen als seinen persönlichen Arzt einstellte und ihn beauftragte, seine Sammlung zu katalogisieren.
Linné begann seine Arbeit auf Hartekamp am 24. September 1735. Schon wenige Monate später beendete er die kleine Schrift Musa Cliffortiana, in der er sich ausführlich mit der Pflanzengattung Musa, der Banane, beschäftigte.
Nach dem Gartenkatalog Viridarium Cliffortianum (1737) erschien das vollständige Verzeichnis der Sammlungen von George Clifford 1738 unter dem Titel Hortus Cliffortianus.

## Ehrentaxon
Carl von Linné benannte ihm zu Ehren die Gattung Cliffortia der Pflanzenfamilie der Rosengewächse (Rosaceae).